# Robert K. Colwell
Robert Knight Colwell (* 9. Oktober 1943 in Denver, Colorado) ist ein US-amerikanischer Ökologe, Evolutionsbiologe und Hochschullehrer. Ein Hauptforschungsgebiet von ihm sind Federmilben bei Kolibris.

## Leben
Colwell ist der Sohn von Robert Pulliam und Eleanor Ann Colwell, geborene Knight. 1965 erlangte er den Bachelor of Arts an der Harvard University in Cambridge, Massachusetts. Von 1965 bis 1966 war er kuratorischer Mitarbeiter in Ethnobotanik an der Harvard University. Von 1967 bis 1970 war er Stipendiat der National Science Foundation. 1969 wurde er mit der Dissertation Ecological specialization and species diversity of tropical and temperate arthropods unter der Leitung von Lawrence B. Slobodkin an der University of Michigan in Ann Arbor zum Ph.D. in Biologie promoviert. In seiner Postdoc-Phase war er von 1969 bis 1970 Stipendiat der Ford Foundation in mathematischer Biologie an der University of Chicago. Von 1970 bis 1976 war er Assistenzprofessor, von 1976 bis 1982 war er außerordentlicher Professor und von 1982 bis 1990 war er ordentlicher Professor an der University of California, Berkeley. Von 1983 bis 1985 war er stellvertretender Lehrstuhlinhaber im Fachbereich Zoologie an der University of California, Berkeley. Von 1973 bis 2010 hatte er Gastprofessuren an der Universidad de Chile, University of Texas at Austin, Universität Uppsala, Michigan State University, Arizona State University, University of Colorado, am Humboldt-Institut in Villa de Leyva, Kolumbien, Organization for Tropical Studies, Costa Rica, Nationalen Autonomen Universität von Mexiko in Morelia sowie an der Universität Kopenhagen. Von 1989 bis 2001 war er Professor an der University of Connecticut. Von 2001 bis 2014 war er Honorarprofessor am Kuratorium der University of Connecticut. Von 2016 bis 2021 war er außerordentlicher Professor am Tropical Forests and People Research Centre der University of the Sunshine Coast in Sippy Downs, Queensland, Australien. Seit 2010 ist er internationaler Mitarbeiter am Zentrum für Makroökologie, Evolution und Klima am Zoologischen Museum Kopenhagen. Seit 2012 ist er Kurator für Entomologie und Zoologie am Museum of Natural History in Boulder, Colorado. Seit 2014 ist er Professor und Gastwissenschaftler an der Universidade Federal de Goiás, Brasilien sowie emeritierter Professor an der University of Connecticut.
Colwell befasst sich mit der Theorie und den Modellen der Biogeographie, dem globalen Wandel, Biodiversitätsstatistiken, dem Biodiversitätsinventar sowie der Biodiversitätsinformatik. Er untersucht Wechselwirkungen zwischen Arten und Koevolution, insbesondere zwischen Pflanzen und Tieren (Phoresie zwischen Kolibris und den Blüten, die von den Milben bewohnt werden, die die Kolibris als Transportwirt aufsuchen). Weiter widmet er sich der Ökologie und Evolution von Lebensgemeinschaften, der Tropenbiologie, der Verhaltens- und theoretischen Ökologie sowie der Naturschutzbiologie.

## Ehrungen und Mitgliedschaften
1974 wurde Colwell Mitglied der American Society of Naturalists, wo er 1998 Präsident war und 2001 den President’s Award erhielt. 1986 wurde er Mitglied der California Academy of Sciences und der American Association for the Advancement of Science. Von 1994 bis 1995 war er Vizepräsident der Ecological Society of America. 2011 wurde er in die American Academy of Arts and Sciences aufgenommen. Nach Colwell sind die Milbenart Tropicoseius colwelli und die Laubheuschreckenart Acantheremus colwelli benannt worden.